# Dèmoni (serie di film)
Dèmoni è una serie di film creata da Lamberto Bava e Dario Argento. La serie è cominciata con Dèmoni, prosegue con Dèmoni 2... L'incubo ritorna e termina con il seguito apocrifo Demoni 3.

## Trilogia

### Dèmoni
Dèmoni  è il primo film della saga.

#### Principali caratteristiche
Il film è italo-americano e con attori italiani e americani molto noti. Il regista e il creatore sono italiani.

#### Trama parziale
Esposta nella hall di un cinema in cui si proietta un film horror si trova una statua con una maschera argentata. Una ragazza, in attesa che il film comici, indossa la maschera per gioco, che le procura un taglietto sulla guancia. Il taglio non si rimargina e continua imperterrito a sanguinare e a mutare fino a diventare una piaga purulenta che esplode, tramutando la sfortunata spettatrice in un orribile dèmone. Il cinema a quel punto viene quindi invaso da presenze infernali che massacrano i presenti, ma un gruppo di sopravvissuti cercherà di mettersi in salvo.

### Dèmoni 2... L'incubo ritorna
Dèmoni 2... L'incubo ritorna è il secondo capitolo della saga.

#### Trama
Un condominio viene colpito dalla stessa maledizione che aveva già precedentemente devastato il cinema, tramutando la maggior parte degli inquilini in dèmoni e gettando i sopravvissuti in un incubo senza via di uscita.

### Demoni 3
Dèmoni 3 è il terzo capitolo della saga.

#### Principali caratteristiche
Il film non ha nulla a che vedere con le pellicole originali, in quanto seguito apocrifo. Stroncato dalla critica specializzata.

#### Trama
Degli uomini voodoo risvegliano dei famelici dèmoni.

## Falsi sequel
Negli Stati Uniti alcuni film sono stati presentati come sequel non ufficiali della serie di film di Lamberto Bava anche se in realtà non avevano a che fare con la saga e anche la numerazione non risulta coerente (si trattò solo di un espediente commerciale).
| Titolo originale        | Titolo inglese                   | Anno | Titolo alternativo                        |
| ----------------------- | -------------------------------- | ---- | ----------------------------------------- |
| La casa dell'orco       | The Ogre aka Demons 3 : The Ogre | 1988 | The Ogre : Demons 3 aka House of the Ogre |
| La chiesa               | The Church                       | 1989 | Demons 3                                  |
| La setta                | The Devil's Daughter             | 1991 | Demons 4 aka The Sect                     |
| La maschera del demonio | The Mask of the Demon            | 1989 | Demons 5 : The Devil's Veil               |
| Il gatto nero           | The Black Cat                    | 1989 | Demons 6 : De Profundis aka From The Deep |
| Dellamorte Dellamore    | Cemetery Man                     | 1994 | Demons '95                                |